# Sankta Hannas kyrka
Sankta Hannas kyrka, (finska: Pyhän Hannan kirkko) fullständigt namn Sonkajanrantas kyrka för den heliga profeten Hannas och Guds moders avsomnande, är en finsk-ortodox kyrkobyggnad belägen i byn Sonkajanranta, i den tidigare kommunen Tuupovaara, numera i staden Joensuu i landskapet Norra Karelen i östra Finland, nära gränsen till Ryssland.
Kyrkan tillhör Joensuus ortodoxa församling.

## Historik
Sankta Hannas kyrka stod färdig 1915. Kyrkan ritades av Gennadi, en munk från Valamo kloster, som nu ligger i ryska Karelen. Byggandet stöddes av Johannes Karhapää.

## Övrigt
Bredvid kyrkan finns ett ortodoxt kors av trä, som gjordes av ikonmålaren Petros Sasaki 1988.

## Bilder

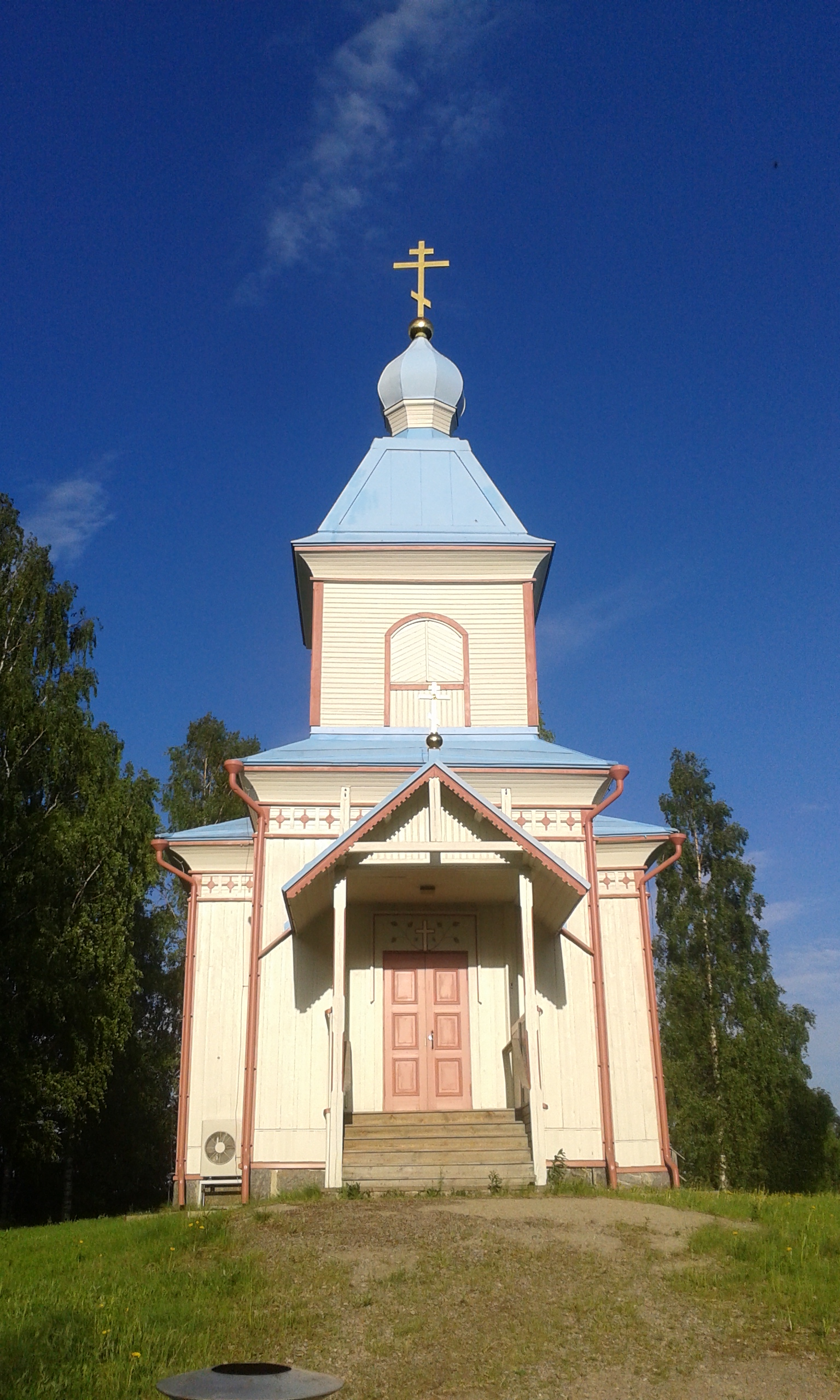
Entrén
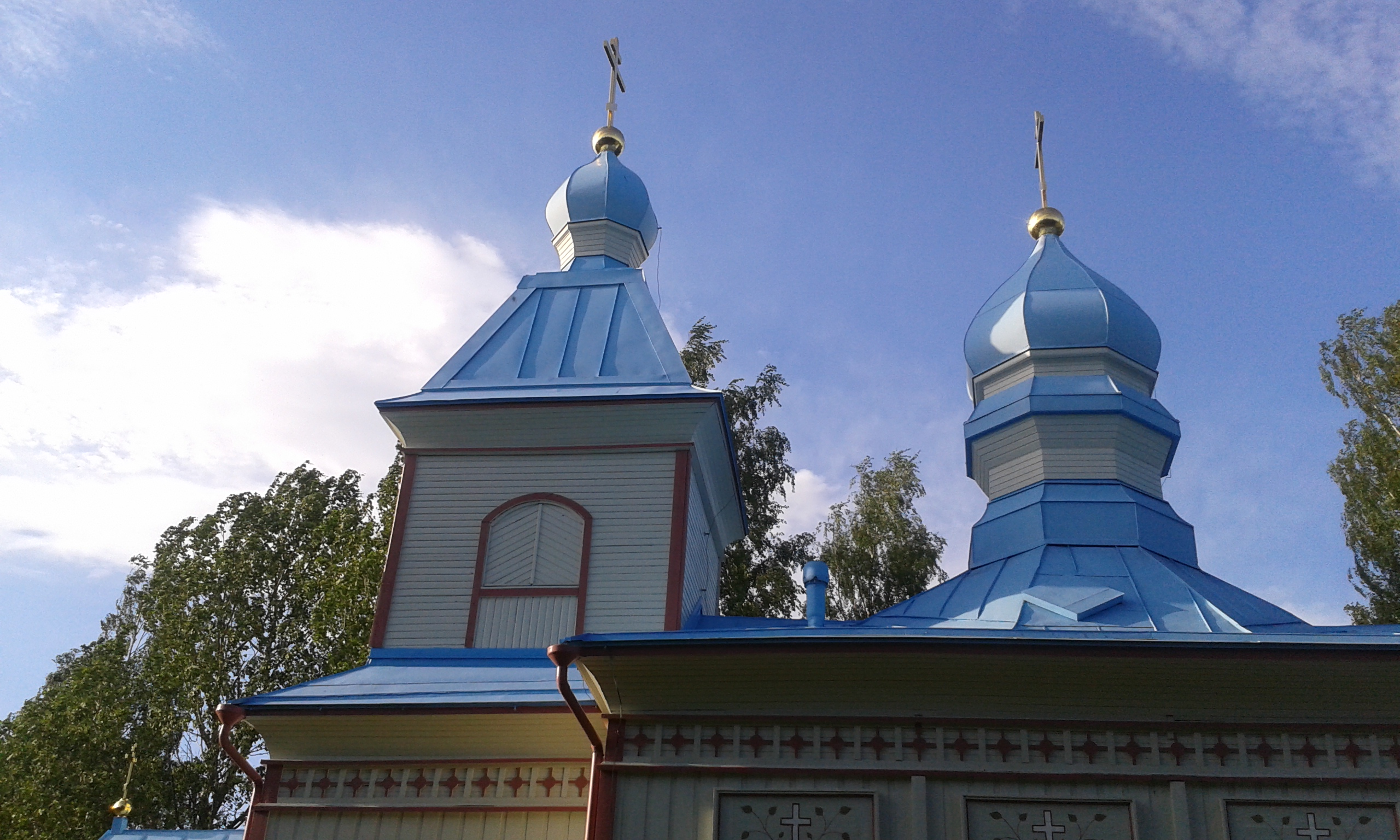
Närmare bild på fasaden.

### Allmänna källor
- Ortodoksinen kulttuurikeskus :: Sonkajanrannan Pyhän Hannan kirkko
- Pyhän Hannan kirkko - Via Karelia